# Новое Давыдково
Но́вое Давы́дково (укр. Нове́ Дави́дкове) — село в Мукачевской городской общине Мукачевского района Закарпатской области Украины.
Население по переписи 2001 года составляло 4006 человек. Почтовый индекс — 89624. Телефонный код — 3131. Занимает площадь 3,86 км². Код КОАТУУ — 2122785801.